# Славой Лешек Глудж
Сла̀вой Лѐшек Глудж (на полски: Sławoj Leszek Głódź) е полски римокатолически духовник, доктор по канонично право, дивизионен генерал, епископ на Полевия ординариат на Полската войска (1991 – 2004) и викарен епископ на Бетониум (1991 – 1998), епископ на Варшавско-Пражката епархия (2004 – 2008), гдански архиепископ митрополит от 2008 година.

## Живот
Роден е на 13 август 1945 година в село Бобрувка, близо до Монки.
През 1964 година постъпва за обучение в Бялистошката висша духовна семинария. Отбива двегодишна военна служба в Колобжег и Шчечин. Ръкоположен е за свещеник на 14 юни 1970 година от Хенрик Гулбинович, апостолически администратор в Бялисток. Учи канонично право в Люблинския католически университет. В 1980 година защитава докторска дисертация поо източно канонично право в Папския източен институт в Рим. През 1981 година е капелан на синдиката „Солидарност“ в бялистошкия регион. Същата година започва работа в Конгрегацията на Източните Църкви във Ватикана. В 1984 година е удостоен с достойнството „прелат на Негово Светейшество“.
На 21 януари 1991 година папа Йоан Павел II го номинира за епископ на новосъздадената военна епархия Полеви ординариат на Полската войска и титулярен епископ на Бетониум. Приема епископско посвещение (хиротония) на 23 февруари в Ясна Гура от ръката на кардинал Юзеф Глемп, примас на Полша, в съслужие с кардинал Франчишек Махарски, краковски архиепископ и кардинал Хенрик Гулбинович, вроцлавски архиепископ. На следващия ден приема канонично епархията. На 18 април е издигнат от президента във военен чин бригаден генерал, а на 11 ноември 1993 година в чин дивизионен генерал.
На 17 юли 2004 година папата му дава достойнството „архиепископ ad personam“. На 26 август е номиниран за варшавско-пражки епископ. Приема канонично новата епархия на 2 октомври.
На 17 април 2008 година папа Бенедикт XVI го номинира за гдански архиепископ митрополит. Приема канонично архиепархията, след което влиза в Гданската катедрала като архиепископ на 26 април. На 29 юни в Рим приема от папата митрополитския палиум.

## Отличия
На 22 декември 1995 година президента Лех Валенса го удостоява с Офицерски кръст на Ордена на Възраждане на Полша, а на 2 ноември 1998 година му е връчен Командорски кръст със звезда на ордена.
През 2000 година е приет в Малтийския орден. Същата година Юзеф Глемп го въвежда в Рицарския орден на Светия Гроб Господен в Йерусилим.